# Oneohtrix Point Never
Oneohtrix Point Never (né le 25 juillet 1982) est le nom d'enregistrement du musicien expérimental, installé à Brooklyn, Daniel Lopatin,. Il a collaboré avec des musiciens comme The Weeknd, David Byrne, FKA twigs ou Iggy Pop.

## Biographie
En 2007, Daniel Lopatin crée son alias Oneohtrix Point Never. Ce nom fait référence à la station radio de rock alternatif, Magic 106.7, qu'il écoutait dans son adolescence. Depuis son premier album, Betrayed In The Octagon, il est considéré comme le fer de lance de la vaporwave. L'album Returnal a été sorti par Editions Mego en juin 2010
Depuis 2013, ses albums sont publiés par le label Warp Records.

## Musique
Daniel Lopatin compose sa musique et la joue essentiellement sur des synthétiseurs vintage. Cette musique est considérée comme « Drone ou ambient », « de doux tourbillons sonores » ou « un miroir craquelé qui reflèterait les sons du passé ».

## Discographie partielle

### Albums
- Betrayed In The Octagon (2007, Deception Island; 2009, No Fun)
- Russian Mind (2009, No Fun)
- Zones Without People (2009, Arbor; 2013, Software)
- Rifts (2009, No Fun)
- Chuck Person's Eccojams Vol. 1 (sorti en 2010 sous le pseudonyme de Chuck Person)
- Returnal (2010, Editions Mego)
- Replica (2011, Mexican Summer)
- Instrumental Tourist, avec Tim Hecker (2012, Software)
- R Plus Seven (2013, Warp Records)
- Garden of Delete (2015, Warp Records)
- Age Of (2018, Warp Records)[9]
- Magic Oneohtrix Point Never (2020, Warp Records)
- Again (2023, Warp Records)

### Musiques de films
- 2010 : Girlfriend (en) de Justin Lerner (musique additionnelle)
- 2015 : The Bling Ring de Sofia Coppola
- 2015 : Partisan d'Ariel Kleiman
- 2017 : Good Time de Joshua et Ben Safdie
- 2019 : Uncut Gems de Joshua et Ben Safdie[10]
- 2025 : Hurry Up Tomorrow de Trey Edward Shults